# Geldrische Fehde (Ostfriesland)
Die Geldrische Fehde war eine Auseinandersetzung zwischen den Grafen Enno II. und Johann von Ostfriesland einerseits sowie Balthasar von Esens und dem Herzog Karl von Geldern andererseits. In diesem Krieg, der in den Jahren 1531 bis 1534 (Frieden von Logum) geführt wurde, erlitt Ostfriesland schwere Verwüstungen.

## Vorgeschichte
Die Grafen von Ostfriesland aus dem Hause Cirksena hatten schon seit geraumer Zeit Probleme mit Junker Balthasar von Esens, dem Herren des Harlingerlandes. Im Jahr 1530 war Enno II. schließlich nach Esens gezogen, hatte Balthasar besiegt und zu einem demütigenden Frieden gezwungen. Enno II. nahm ihm mit Wittmund, Westerholt, Ochtersum, Dunum und Werdum einen großen Teil seines einstigen Herrschaftsgebietes. Außerdem musste Balthasar Enno als Lehnsherren akzeptieren und kniend um Vertragsunterzeichnung bitten. Balthasar sann auf Rache. Hilfe fand er 1531 bei dem katholischen Herzog Karl von Geldern, der den Cirksena nicht wohlgesinnt war, da unter Ennos Vater Edzard die Reformation in Ostfriesland eingeführt worden war.

## Verlauf
1531 fielen Balthasars Truppen in Ostfriesland ein und verwüsteten das Land. Im Verlauf des Feldzuges zerstörte Balthasar die Residenz, den Vorgängerbau des heutigen Alten Rathauses und die Andreaskirche in Norden sowie die Klöster Mariental, Appingen, Sielmönken und Dykhusen. Maria von Jever nutzte die Gunst der Stunde und vertrieb die ostfriesische Besatzung aus dem Jeverland.
Eine besondere Erwähnung soll das Kloster Mariental in Norden finden. Dort befand sich bis zur Zerstörung durch Balthasar die Familiengruft der Familie Cirksena. Sie wurde danach in die Große Kirche von Emden verlegt, in der sich heute die Johannes a Lasco Bibliothek befindet. Dort ist heute noch das Grabmal Ennos II. zu sehen.
Zwar machte auch Graf Johann, der katholische Bruder Graf Ennos, bei einem Vergeltungsfeldzug ins Harlingerland reiche Beute, brandschatzte und mordete genau wie Balthasar in Ostfriesland. Der Junker hatte jedoch genug Beute in Ostfriesland gemacht, um seine Heimat wieder instand zu setzen, die Grafen blieben hingegen zu einem Großteil auf den Zerstörungen sitzen.
Balthasar unterstellte schließlich das Harlingerland der Lehnshoheit Gelderns und rüstete mit dem starken Herzog im Rücken weiter auf. Im Jahre 1533 zogen die Truppen des Herzogs Karl von Geldern und Balthasars von Esens unter Führung des berüchtigten Söldnerführers Meinhart von Hamme mit 2000 Mann ins Rheiderland. Zunächst konnte Enno dem Heerhaufen bei der Dieler Schanze die Stirn bieten und sie aus dem Land vertreiben. Ein zweiter Versuch Meinhards von Hamme glückte jedoch. Er marschierte in Eile und auf Heimlichkeit bedacht quer durch das Rheiderland und verschanzte sich in der wehrhaften Kirche von Jemgum.
Am 14. Oktober 1533 kam es zur Schlacht von Jemgum. Dort agierten die gräflichen Truppen taktisch derart ungeschickt, dass ihre zahlenmäßig überlegenen Truppen zusammengeschossen und in die wilde Flucht getrieben wurden. Zwar kamen mit 400 Mann nur vergleichsweise wenige Menschen ums Leben, jedoch waren unter den ostfriesischen Opfern zahlreiche Edle, die an der Spitze ihres Heerhaufens geritten waren. Infolge der Schlacht wurde die Coldeborg eingenommen und Leer wie auch Oldersum geplündert und in Brand gesteckt.
Zwar zog von Ham danach aus Ostfriesland ab, kam aber wenige Wochen später mit Verstärkung aus Geldern zurück und setzte den Feldzug fort. 1534 musste Albert von Bakemoor Greetsiel, die Stammburg der Cirksena, an Balthasar von Esens übergeben. Enno II. hatte die Fehde verloren und wurde zum Friedensschluss gezwungen.

## Ende der Geldrischen Fehde
1534 schloss Enno II. in Logum einen Friedensvertrag mit Karl von Geldern, dem Lehnsherren Balthasars. Balthasar erhielt die Herrschaft Esens mit Wittmund zurück. Der Frieden von 1530 war damit revidiert worden. Des Weiteren verpflichtete sich Enno zur Zahlung von 12000 Emder Gulden in vier Jahresraten für die dem Herzog von Geldern entstandenen Kriegskosten.

## Auswirkungen
Große Teile Ostfrieslands waren durch die Kriegswirren der sächsischen Fehde und der geldrischen Fehde zerstört. Graf Enno II. hatte aus seiner Niederlage gelernt und blieb in der Folgezeit zurückhaltend. Balthasar aber begann siegestrunken ab 1537 einen Konflikt mit den Bremern, indem er Kaperbriefe ausstellte. Daraufhin erwirkten die Bremer die Verhängung der Reichsacht über Balthasar, welche am 21. Juni 1538 ausgesprochen wurde. Im Juli 1540 belagerten die Bremer Esens, wobei sie von Maria von Jever unterstützt wurden. Balthasar starb am 18. Oktober 1540, noch während der Belagerung, an einer Krankheit. Kurz darauf endeten die Kampfhandlungen und im Laufe des Jahres wurde unter Vermittlung des hessischen Landgrafen Philipp ein Friedensvertrag mit den Bremern geschlossen, in dem Balthasars Schwester als neue Regentin des Harlingerlandes unter der Lehnshoheit der Bremer eingesetzt wurde.